# Cyclommatus strigiceps vitalisi
Cyclommatus strigiceps vitalisi es una subespecie de coleóptero de la familia Lucanidae.

## Distribución geográfica
Habita en China, Yunnan, Vietnamy Tailandia.